# Plaza Victoria
La Plaza Victoria, también llamada Plaza de la Victoria, es una plaza ubicada en el sector El Almendral del plan de la ciudad de Valparaíso, Chile, de importancia patrimonial, que incluye valiosas estatuas y especies vegetales.
La plaza se creó como tal en la primera mitad del siglo XIX, tomando previamente los nombres de Plaza Nueva y Plaza de Orrego. Si bien desde sus inicios tuvo relevancia histórica, no fue sino a partir de fines de los años 1860 cuando comenzó a cobrar mayor importancia y se convirtió en uno de los principales centros sociales de la ciudad. La plaza tomó su nombre actual en honor del triunfo chileno en la guerra contra la Confederación Perú-Boliviana.
Ubicada frente a la Plaza Simón Bolívar, entre ambas conforman un importante núcleo urbano de la ciudad, con una gran afluencia de público e importantes edificios relevantes que las rodean, tales como la Biblioteca Santiago Severín, la Catedral de Valparaíso o el edificio del Club Naval de Valparaíso. La Plaza Victoria es además uno de los lugares recurrentes para la realización de eventos culturales y manifestaciones sociales.

## Historia

### Plaza Nueva: 1819-1823
Durante la época del Chile colonial y hasta fines del siglo XVIII, antes de la ampliación de los terrenos del plan de Valparaíso, el lugar donde actualmente se sitúa la plaza era una playa, cuya explanada servía como paradero de las carretas de verduras que iban desde y hacia la localidad de Quillota y la capital, Santiago. En 1819, el alcalde Diego de Almeyda expropió el lugar y mandó a rellenar una porción de la playa, para crear en ella una plaza que inicialmente se llamaría Plaza O'Higgins, pero que finalmente se bautizó como Plaza Nueva.
El espacio se habilitó como plaza de toros, durante una época en que las corridas estaban entre los espectáculos más populares de la población, hasta que dicha actividad fue prohibida en septiembre de 1823, gracias a una ley del Congreso Nacional. Ese mismo año naufragó junto a la plaza y en la orilla de la playa, en lo que actualmente es la calle Chacabuco, el barco de la Dolores, evento que se repitió más adelante con otros barcos.

### Plaza de Orrego: 1823-1841

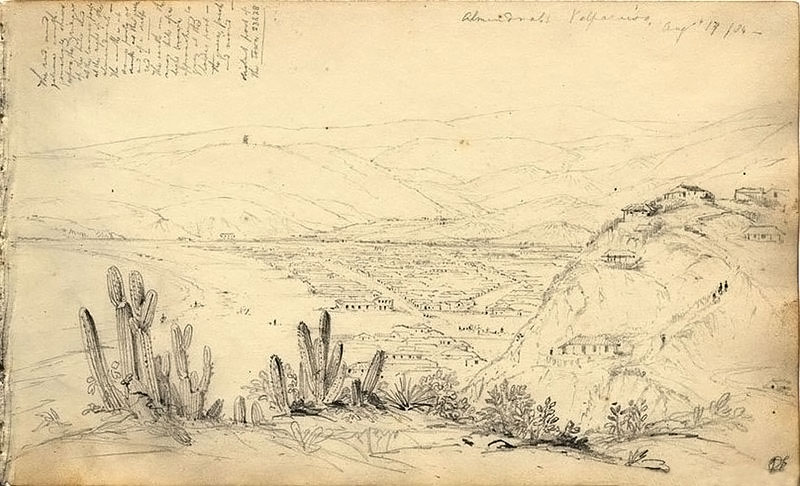
El Almendral en 1834, con la Plaza de Orrego junto a la playa.

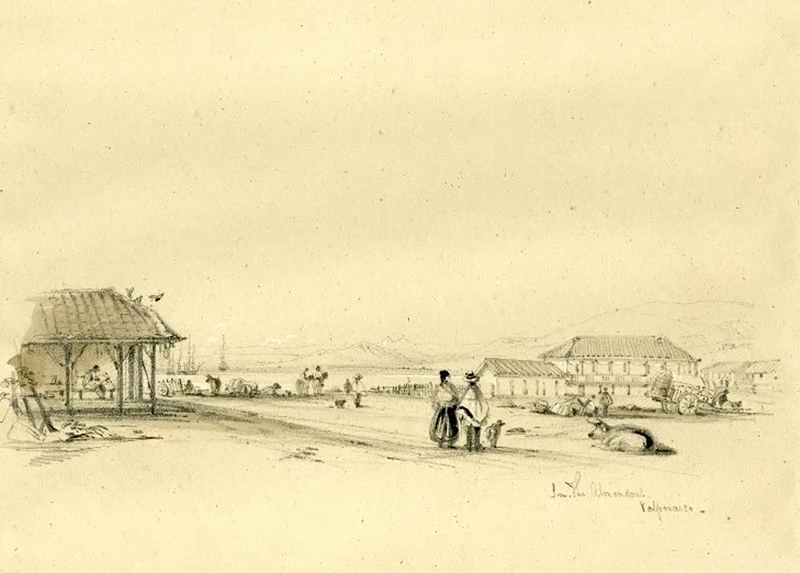
La Plaza de Orrego en 1834, con el mar al fondo y la casa del canónigo José Vicente Orrego a la que se debía su nombre.

Con el cierre de la plaza de toros, el sector se habilitó como espacio público, denominándose Plaza de Orrego, debido a la casa del canónigo José Vicente Orrego que se ubicaba en uno de los costados de la plaza, en los terrenos de la actual Catedral de Valparaíso. En 1825 se construyó la calle Nueva (actual calle Independencia), que atravesaba las chacras de El Almendral en línea recta, hasta encontrarse con el estero de Las Delicias, donde actualmente se encuentra la Avenida Argentina. Por esos años la plaza estaba rodeada por una Casa de Recreo y algunas chinganas. La gente se reunía en estas últimas cada 18 de septiembre, para ver los fuegos artificiales y las retretas durante las Fiestas Patrias. En 1827, Nathaniel Bogardus instaló cerca de la plaza el primer circo en llegar al país; su éxito fue tal que la antigua calle de los Cachos (actual calle Edwards) fue rebautizada como Calle del Circo.
En 1833, se inauguró en un costado de la plaza un reñidero de gallos, que además contenía un teatro ligero. Por esos años la plaza también se utilizó como patíbulo, y en la plaza fueron fusilados en 1837 el coronel José Antonio Vidaurre, el capitán Santiago Florín y otros participantes del asesinato de Diego Portales.

### Plaza Victoria

#### SigloXIX

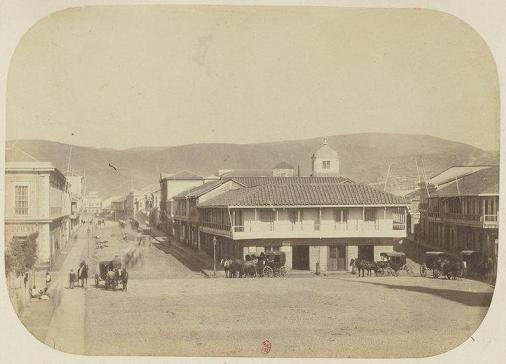
La Plaza Victoria antes de iniciarse su proceso de ornato, cuando todavía era una «plaza dura». Posiblemente en los años 1840.

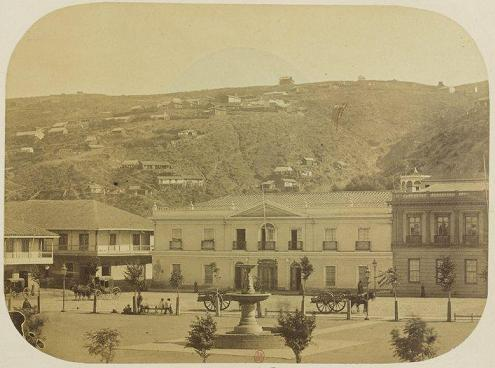
La plaza con sus naranjos y la fuente de Wheelwright, posiblemente a mediados de los años 1850.

A la plaza se le comenzó a llamar informalmente Plaza Victoria poco después de la celebración por el triunfo en la batalla de Yungay del 20 de enero de 1839. El nombre se oficializó definitivamente el 5 de febrero de 1841, durante una función de gala en celebración de dicha victoria, que se realizó en el teatro ligero junto a la plaza, con la presencia del presidente de la República, José Joaquín Prieto.
Por aquellos años se acabó por cerrar su perímetro, quedando separada del mar. Alrededor de 1844 se construyó la calle Chacabuco, ganándole terreno a la playa, y ese mismo año se inauguró en uno de sus costados el Teatro de la Victoria.
En 1849 la plaza fue adornada con naranjos, lo que constituyó su primera obra de paisajismo. Unos años después, en 1852, el empresario estadounidense Guillermo Wheelwright hizo instalar allí un pilón de mármol que se utilizó como surtidor de agua. Pese a estas primeras obras de hermoseamiento, la plaza todavía se seguía utilizando como patíbulo, y ese mismo año fueron fusilados allí el teniente Miguel José Cambiaso Tapia y cinco de sus cómplices en el sangriento motín desarrollado en Punta Arenas a fines de 1851.

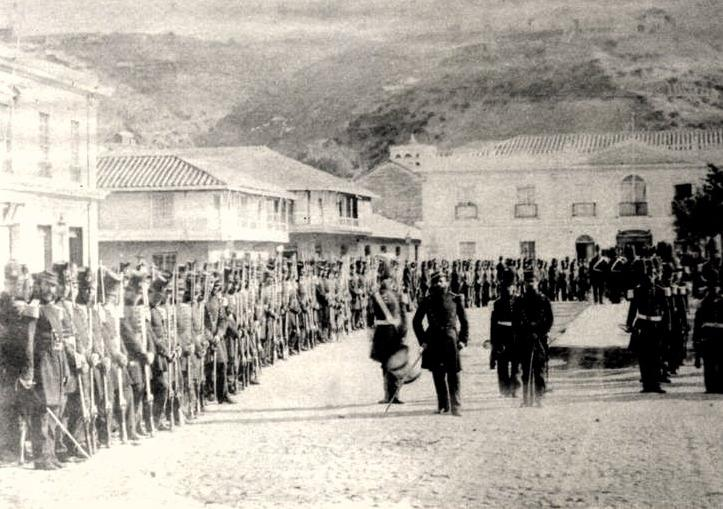
El 2.° Batallón de Línea en la Plaza Victoria, c. 1861.

En 1865, José Ramón Lira Calvo asumió como intendente de Valparaíso. Durante su administración se continuaron plantando nuevas hileras de árboles, hacia 1867 el empresario porteño Santiago Dimalow gestionó las primeras obras para la iluminación de la plaza, y en 1868, gracias al financiamiento conseguido por los vecinos del sector, el intendente compró por catálogo, a la fundición francesa Du Vall D'Osne de París, la actual fuente de hierro fundido de la plaza. Junto con la fuente, Lira Calvo mandó a construir además, a la misma fundición, cuatro estatuas blancas para representar La Agricultura, La Marina, La Industria y El Comercio. Una vez llegaron los pedidos, las estatuas se ubicaron en los cuatro costados de la plaza, y la anterior fuente de Wheelwright fue retirada para ser reemplazada por la nueva.

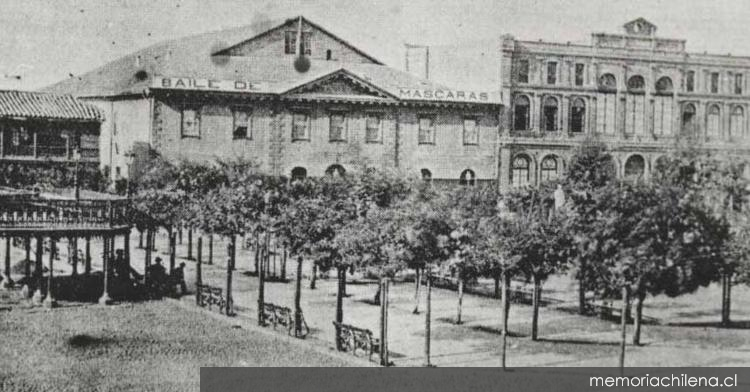
Primer Teatro de la Victoria (1844-1878) en los años 1870. En su frontis se lee «Baile de máscaras». En primer plano, los naranjos ya más crecidos.

El embellecimiento de la plaza, ya iniciado por Lira Calvo, alcanzó su clímax a partir de 1870, bajo la administración del intendente Francisco Echaurren Huidobro, que se preocupó del ornato de la plaza y creó en ella jardines enrejados junto a los árboles, que transformaron a la plaza en una «plaza parque», dejando definitivamente su condición de «plaza dura», como había sido su realidad treinta años antes. Entre 1875 y 1876, las cuatro estatuas originales fueron trasladadas al Jardín de la Bolsa, para ser reemplazadas por las estatuas actuales que representan las cuatro estaciones del año, y que fueron encargadas a la misma fundición parisina Du Vall D'Osne, pero esta vez por encargo de Echaurren Huidobro. Adicionalmente, durante esta misma época se construyó en la plaza un quiosco o glorieta a techo descubierto, para que la orquesta realizara eventos musicales.
En 1885 se volvieron a plantar nuevos árboles, los cuales crecerían rápidamente, y en menos de diez años alcanzarían una gran frondosidad. Entre fines del siglo XIX y comienzos del siglo XX, se discutió acerca del nivel que debería tener la plaza, debido en parte al forraje de los árboles, y a las constantes inundaciones ocurridas durante los inviernos, debido a que la nueva avenida Brasil había sido construida por sobre el nivel de gran parte del resto del plan de Valparaíso.

#### SigloXX
En 1903, la Plaza Victoria inició un proceso de remodelación que la dejó con un aspecto muy similar al actual. Como las obras inicialmente no avanzaron según lo esperado, debieron ser terminadas por el alcalde Arturo Benavides Santos, quien también emprendió obras de ornato en otros sectores de la ciudad. Esta remodelación incluyó una primera nivelación del terreno para corregir el problema de las inundaciones invernales, el aumento de jardines, un recambio de prácticamente todos los frondosos árboles por otros más jóvenes, la construcción de un pequeño estanque, la instalación de dos leones de cemento, y la disposición de una cubierta para el quiosco de la orquesta. La plaza rediseñada fue inaugurada mediante un acto público, en el cual 80 niños apadrinaron una encina recién plantada, que sería cortada más de un siglo después, el año 2013.
Existe abundante documentación sobre este rediseño de la Plaza Victoria, entre otras cosas por las diversas fotografías de ella que fueron utilizadas en tarjetas postales. Sin embargo, las obras solo pudieron ser aprovechadas durante tres años, pues el 16 de agosto de 1906 un catastrófico terremoto asoló a toda la ciudad Valparaíso, destruyendo gran parte del barrio El Almendral.

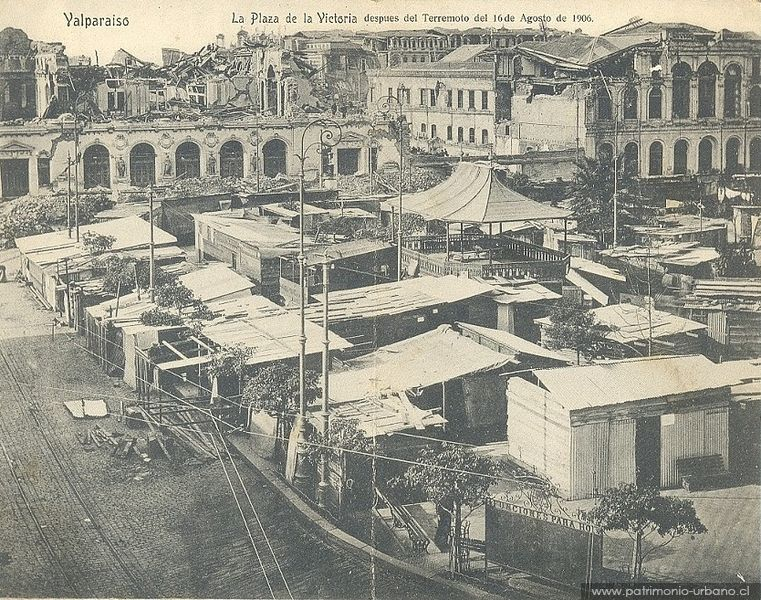
La Plaza Victoria como campamento para damnificados, tras el terremoto de 1906. Al fondo, los restos del segundo Teatro Victoria.

Como consecuencia del terremoto, tanto la Plaza Victoria como las demás plazas de la ciudad fueron utilizadas como campamentos para damnificados. En esta plaza, además, se instalaron las oficinas públicas provisorias, y desde allí el jefe de plaza Luis Gómez ordenó el desorden generalizado. La mayor parte de los edificios aledaños sufrieron daños estructurales y debieron ser demolidos. El espacio que ocupaban el segundo Teatro Victoria y la antigua prefectura quedaron eriazos durante varios años, siendo utilizados como cancha de baloncesto y estacionamiento del servicio de aseo. Los años siguientes se plantearon algunos proyectos para la construcción en los mismos terrenos de otro teatro y de la casa consistorial, pero todos fueron rechazados.
Dentro del plan de reconstrucción de El Almendral se decidió reubicar todas las instalaciones y mobiliario urbano (incluyendo cauces de aguas lluvias, sistemas de alcantarillado, gas y agua potable, postes de alumbrado público, ductos eléctricos, líneas de tranvías, estatuas, bancas, árboles y pavimento) sin paralizar su funcionamiento. Además hubo que fijar una altura definitiva para los edificios nuevos, y nivelar en función de esta altura la de los edificios antiguos. En 1910, como parte de este plan de reconstrucción, se comenzó la nivelación definitiva de la plaza, elevándola casi 1.5 metros. Las obras finalizaron el año siguiente, con la pavimentación de las calles adyacentes, aunque no con la calidad esperada, debido a la dificultad de trabajar en medio de los escombros y el barro, que permanecieron en el sector durante largo tiempo.

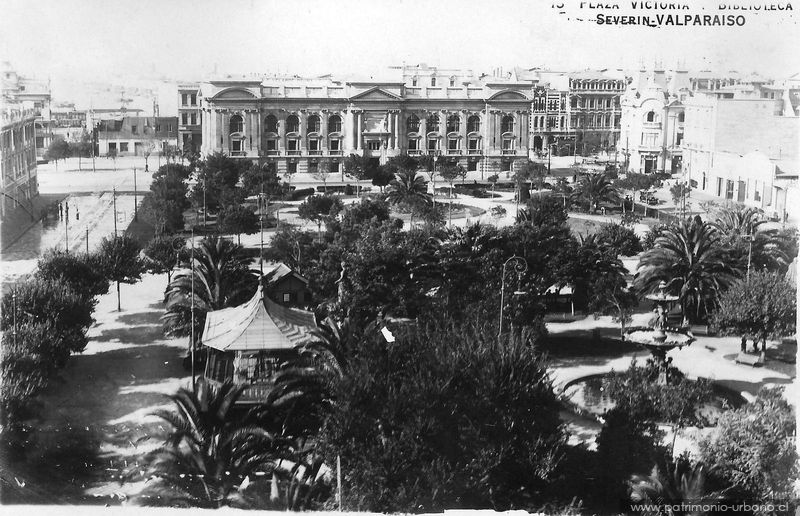
La Plaza Victoria en primer plano en los años 1920, delante de la más reciente Plaza Simón Bolívar. Al fondo, la recientemente inaugurada Biblioteca Santiago Severín.

En 1915, se decidió utilizar el sitio eriazo donde se había emplazado el Teatro Victoria para construir nuevos jardines y ayudar a renovar así la vegetación de la plaza. Esta nueva área verde daría origen a la Plaza Simón Bolívar, frente a la cual se inauguraría cuatro años más tarde el edificio actual de la Biblioteca Santiago Severín.
En 1928, dentro de las numerosas transformaciones que experimentó la ciudad durante la alcaldía de Lautaro Rosas, se instalaron nuevos faroles en la plaza, que mejoraron su iluminación nocturna.
Durante los años 1960 se inició una nueva remodelación de la plaza, en la que volvieron a reemplazarse los faroles y se cambiaron las baldosas por las actuales, esta vez con formas sinusoidales, mandadas a hacer a la fábrica El Sol. Además se construyó un quiosco moderno, que fue destruido por el terremoto de 1965 y reemplazado rápidamente por el actual.
El terremoto de 1971, por su parte, derribó la estatua de Invierno, quedando un tiempo botada y con su base quebrada en los arsenales de Asmar. Veinte años más tarde, el terremoto de 1985 descabezó y dejó en el suelo la estatua de Verano, que más tarde fue reparada, y con ello los pedestales fueron rebajados, para evitar nuevas caídas de mayor altura.

#### SigloXXI

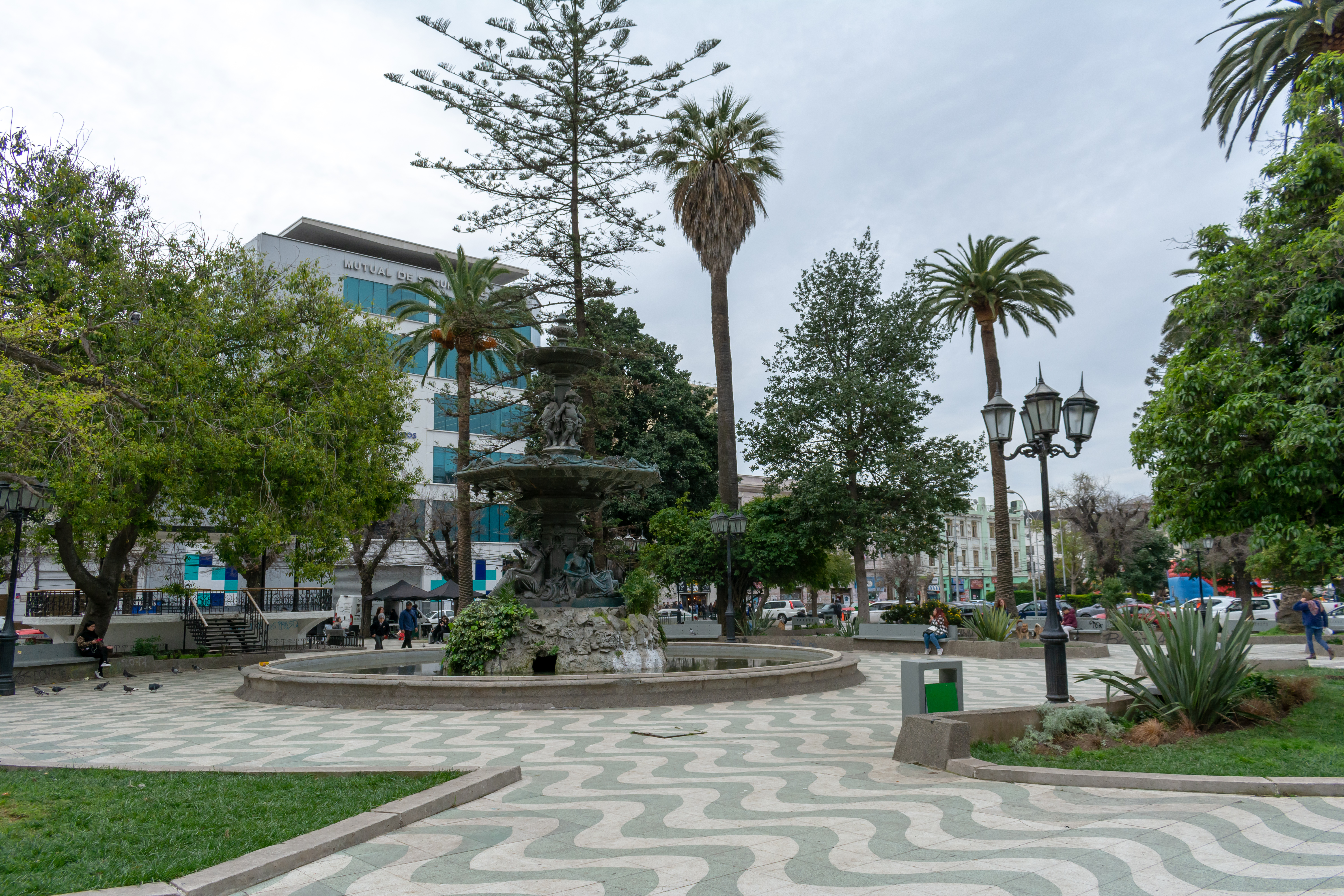
La plaza en 2023. Las baldosas sinusoidales actuales se instalaron en los años 1960.

Si bien para inicios del siglo XXI la plaza se encontraba en buenas condiciones, en 2007, durante la alcaldía de Aldo Cornejo, se inició un nuevo proceso de mejoramiento para resaltar su carácter patrimonial.
Pese a lo anterior, entre 2011 y 2016, durante la alcaldía de Jorge Castro, la plaza comenzó a sufrir un fuerte deterioro en sus árboles, áreas verdes y mobiliario. Se descuidó el riego, las podas y la limpieza, y en 2012 se licitó para construir en el subsuelo una zona de estacionamientos, un teatro municipal y locales comerciales subterráneos, lo que generó fuertes polémicas durante el año siguiente, argumentándose que el proyecto eliminaría casi toda la vegetación baja y gran parte de los árboles. Finalmente, el proyecto no se llevó a cabo. En 2014 se licitó para restaurar la fuente de la plaza, así como para renovar su sistema de iluminación y reponer sus flores y plantas. En diciembre de 2016, el recientemente elegido alcalde Jorge Sharp optó por terminar con las millonarias licitaciones usadas los años anteriores para iluminar la plaza durante Navidad.
|                           |
| Juegos para niños en 2014 |

|                                                          |
| Plaza con el nombre antiguo de Plaza de Orrego, en 2023. |

|                                                  |
| Monumento al compositor Luis Bahamonde, en 2023. |

## Características
La plaza actualmente posee variados y valiosos ejemplares de árboles, la mayoría de ellos plantados durante la remodelación de la plaza en 1903. Entre estos árboles destacan las palmeras Washingtonia, que hacia 1903 ya tenían unos 5 metros de altura, y las Phoenix canariensis, plantadas en dos etapas, entre 1906 y 1920. Desde la Plaza Victoria puede verse además un gomero gigante, especie nativa de la costa este de Australia, plantado en la Plaza Simón Bolívar entre los años 1910 y fines de 1920.
El suelo está adornado por baldosas que forman caminos sinusoidales. Además, en su interior se ubican diversas estatuas de relevancia artística y patrimonial:
- La fuente: mandada a construir en 1868 a la fundición Du Val D'Osne de París, sobre hierro fundido y de acuerdo con el diseño del escultor Mathurin Moreau.[10] Sobre su pedestal se encuentran las figuras mitológicas de Acis, Galatea, Neptuno y Anfítrite[10] o Afrodita,[3] quienes sostienen un plato inferior, mientras que cuatro niños soportan un plato superior.[10] Fue instalada en el centro de la plaza a fines de los años 1860 o comienzos de 1870.[3]

- Los dos leones de cemento: ubicados frente a la Catedral de Valparaíso, mirando hacia la Avenida Pedro Montt.[1]

- Las cuatro estatuas de las estaciones del año:[4] construidas en 1870, de acuerdo a sus propias inscripciones, en la misma fundición Du Val D'Osne de París,[10] e inauguradas entre 1875[1] y 1876.[3]

- La glorieta: utilizada para funciones musicales y otros eventos públicos.[1]

Actualmente en ella hay comercio local relacionado con la artesanía, venta de golosinas, juegos para niños, entre otros.
|                                                |
| La fuente francesa mandada a construir en 1868 |

|                                            |
| Uno de los dos leones de la plaza, en 2013 |

## Entorno

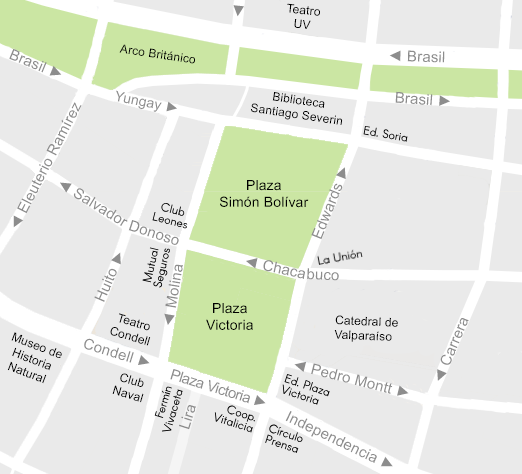
Mapa del sector de El Almendral en torno a la Plaza Victoria.

La Plaza Victoria está emplazada en una manzana del Plan de Valparaíso de forma romboidal, casi un rombo, que está delimitado por las calles Arturo Edwards (antigua calle de los Cachos y luego calle del Circo), Chacabuco, Molina (antigua San Agustín) y Plaza Victoria, esta última una sola cuadra, que es la continuación de una misma calle que hacia el oeste (en dirección a Playa Ancha) se denomina Condell (antigua San Juan de Dios) y hacia el este (en dirección a Viña del Mar), Independencia (antigua calle Nueva). Desde la Plaza Victoria se accede además a la pequeña calle peatonal Lira. Las calles Chacabuco y Plaza Victoria son paralelas a la costa. La calle Edwards, perpendicular a las dos anteriores, se interseca en la plaza con el inicio de la Avenida Pedro Montt (antigua calle Victoria). La calle Chacabuco, a partir de la esquina con Molina, cambia su nombre por el de Salvador Donoso. De este modo, la plaza funciona como un espacio de descanso entre dos importantes calles comerciales, como son Condell y Pedro Montt.
Desde sus inicios, la plaza ha estado rodeada no solo por viviendas, sino también por clubes sociales, templos, teatros, cafés, restaurantes, edificios corporativos, cívicos y comerciales. Dentro de su perímetro todos los edificios pertenecen a los siglos XX y XXI. Entre los edificios más relevantes destacan los siguientes:
- Catedral de Valparaíso. Construida entre 1910 y 1950 entre la Avenida Pedro Montt y la calle Chacabuco, donde a inicios del siglo XIX estaba la casa del canónigo José Vicente Orrego, la cual fue reemplazada por un edificio de dos pisos, que en 1869 fue comprada a Francisco Arriagada y Mercedes Herrera por Agustín Edwards Ossandón para al año siguiente comenzar a construir un palacio verde de tres pisos, de cal y ladrillo con refuerzos metálicos, obra del arquitecto Juan Eduardo Fehrman. Tras el terremoto de 1906, sus daños estructurales, un incendio y la expropiación de franjas de terreno para ampliar las calles laterales obligaron a su demolición. La Catedral inició sus obras en 1910, antes de la creación del obispado, por iniciativa de Juana Ross Edwards, y se inauguró en 1950. Fue diseñada por los arquitectos Ricardo Larraín Bravo y Alberto Cruz Montt y las obras estuvieron a cargo de Juan Tonkin.[3]

- Conjunto de la Cooperativa Vitalicia. Ubicado en la esquina de las calles Edwards y Plaza Victoria, fue una de las primeras edificaciones modernas de Valparaíso,[3] diseñada por el arquitecto Alfredo Vargas Stoller, con el estilo art déco propio de su época.[15] Se comenzó a construir en 1936 y se inauguró al año siguiente, con amplia cobertura de prensa, como un conjunto conformado por dos edificios: el actual, construido para albergar una estación de radio, viviendas de renta y locales comerciales (entre ellos la tradicional fuente de soda Bogarín, que todavía funciona en el mismo lugar); y el Teatro Valparaíso,[3] construido por Marcel Duhaut junto al pasaje Lira.[15] El teatro fue demolido en 1998 y reemplazado por una tienda Ripley que funciona allí hasta la actualidad. En este lugar originalmente había dos edificios de viviendas, de dos pisos cada uno, construidos alrededor de 1850. Con el tiempo, sus plantas bajas se habilitaron como locales comerciales. Una casa pertenecía a la familia Edwards, y la otra perteneció a la familia de Ramón Subercaseaux hasta 1875, año en que fue vendida a Rosario Opazo viuda de Noguera. Esta casa fue destruida por el terremoto de 1906, y sustituida por una similar, para luego ser vendida por sus herederos en 1915 a Carlos van Buren.[3] La Sociedad de Rentas Cooperativa Vitalicia S. A., fundada en 1907,[16] compró en 1919 la casa de los Edwards, y al año siguiente la casa de van Buren.[3] Los años siguientes la Cooperativa Vitalicia continuaría construyendo rascacielos en la ciudad, entre ellos el Edificio Cooperativa Vitalicia, también diseñado por Vargas Stoller.[16]

- Edificio de La Unión. Ubicado en la misma esquina de la Catedral, cruzando la calle Chacabuco, actualmente pertenece al obispado de Valparaíso, pero anteriormente fue la sede del desaparecido periódico La Unión.

- Edificio del Club Naval de Valparaíso. Es un palacio ubicado frente al Teatro Condell, en la esquina de las calles Molina y Condell. Su obra gruesa fue mandada a hacer por Teresa Edwards en 1905, en el terreno que antes ocupaba otro edificio comprado por ella en 1900, y que había sido demolido luego de un incendio en 1903. En la primera planta de la obra, aún sin terminar, funcionaba la conocida peluquería Potin, hasta que el edificio fue vendido al Círculo Naval en 1916, y la obra fue finalmente terminada por Esteban Harrington en 1918. El edificio original, que luego fue demolido, respondía a la arquitectura típica de Valparaíso entre los años 1820 y 1840. Tenía dos pisos, el primero utilizado como locales comerciales, y el segundo como una casa habitación con un corredor perimetral. Pertenecía a Laura Ugarte, quien lo heredó en 1867 de Juan José Ugarte y se lo arrendó a José Jesús Carvajal hacia 1874, para que en ella vivieran un tiempo después su hermana Carmela Carvajal junto a Arturo Prat. En las mismas dependencias del edificio funcionaron también, en forma paralela, la Novena (1858-1898) y la Cuarta (1885-1903) Compañías de Bomberos de Valparaíso.[3]

- Edificio del Espíritu Santo. Es un edificio moderno de apartamentos, ubicado entre las calles Molina y Lira, delante del Edificio Fermín Vivaceta, y separado por Molina del edificio del Club Naval. Es significativo por estar emplazado en el lugar donde hasta 1972 estuvo la Parroquia del Espíritu Santo, construida por los agustinos a partir de 1844, primero como convento, y luego como parroquia, desde 1872. Dicho templo fue remodelado en varias ocasiones. Su remodelación más importante fue realizada entre 1880 y 1888, por el arquitecto Fermín Vivaceta.[3]

- Edificio Plaza Victoria. Ubicado en la calle Edwards, entre Independencia y Pedro Montt, fue construido en los años 1950. Antes de él se sucedieron diversos edificios. En un comienzo había un edificio de dos pisos con corredor (del mismo estilo que el que quedaba cruzando la calle Independencia), que resultó severamente dañado producto de un incendio en 1893. En su reemplazo se construyó un edificio de tres pisos y de material ligero, que fue utilizado por el Centro Conservador y que también se quemó días después del terremoto de 1906. Entonces se volvió a construir un inmueble de dos pisos, en cuya primera planta se ubicaron locales comerciales, entre ellos la empresa Zig-Zag, y en la segunda planta el Club de Setiembre. Este edificio dio paso al edificio actual, que recibió el nombre de la plaza homónima.[3]

La calle Chacabuco divide a la Plaza Victoria con la Plaza Simón Bolívar, frente a la cual se sitúa a su vez la Biblioteca Santiago Severín, en la calle Yungay, paralela a Chacabuco. Detrás de dicha biblioteca se emplaza a su vez el Arco Británico.

### Edificios desaparecidos
- Edificio del Círculo de la Prensa (c. 1906-2019). Estaba ubicado en la intersección de las calles Edwards e Independencia. Fue construido poco después del terremoto de 1906, ya que el anterior había sido demolido para ampliar las calles adyacentes. Permaneció intacto durante casi un siglo, albergando durante un tiempo al Círculo de la Prensa. En 2000 se quemó en un incendio, y tras un accidente fatal, debido al desprendimiento de la cornisa superior, fue remodelado y permaneció así hasta octubre de 2019,[3] cuando su farmacia Cruz Verde en la primera planta fue víctima de otro incendio en el contexto del estallido social.[17] Antes de su construcción, en su lugar existía un edificio de dos pisos con corredor en el segundo nivel, similar a los edificios contiguos del siglo XIX.[3] En su lugar se construyó un edificio de dos niveles sin valor arquitectónico.

## En la cultura popular
Esta plaza aparece mencionada en un popular vals de 1941 titulado «La joya del Pacífico», donde se describe como un «centro social»:

La Plaza de la Victoria es un centro social
Avenida Pedro Montt, como tú no hay otra igual
extracto de «La joya del Pacífico»